# 糞置遺跡
糞置遺跡（くそおきいせき）は、福井県福井市半田町・二上町にある複合遺跡。福井市南部にある文殊山の北麓に位置する。奈良時代には東大寺領糞置荘が置かれた荘園遺跡として知られるが、数度の発掘調査によって縄文・弥生・古墳・平安・室町時代にかけての遺構や遺物が検出された。

## 地理的・歴史的環境

### 地理的環境

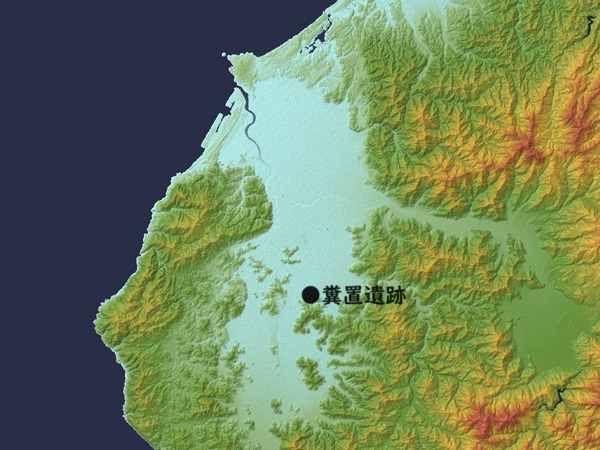
福井平野における糞置遺跡

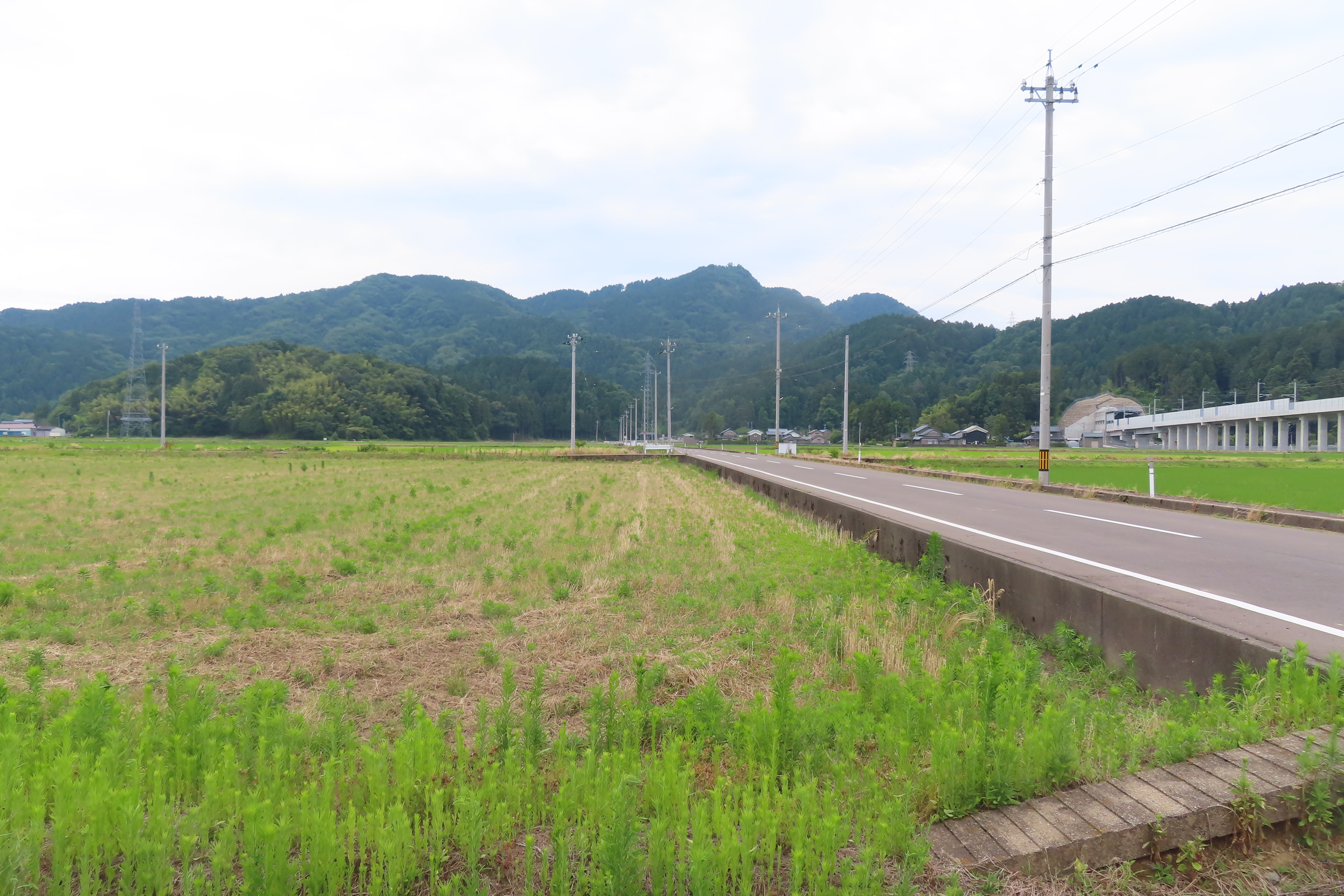
糞置遺跡の埋没する土地（文殊山を北側から望む。北陸新幹線のトンネルが見える）。

福井県は敦賀湾の東にある木の芽山地を境にして、北の嶺北地域と南の嶺南地域に分かれている。嶺北地域の西側には、南北約50キロメートル、東西約20キロメートルの範囲で福井平野が広がる。この平野は、北から順に九頭竜川流域の坂井平野、足羽川流域の福井平野、日野川流域の武生盆地に分かれる。坂井平野の北西側で九頭竜川が日本海に注ぐが、その他の部分は山地に囲まれている。この平野部は主に堆積平野で、高台や川による扇状地があるものの、緩やかな傾斜地はほとんど見られない。
糞置遺跡は福井市二上町にある。県の周知の埋蔵文化財包蔵地地図（遺跡地図）と遺跡台帳に定める遺跡番号は「01181」、遺跡種別は「集落跡」である。福井平野と武生盆地は足羽山地で分かれているが、この山地の西端にある標高299メートルの文殊山の北側にある。文殊山の北西側には約5キロメートル先の城山まで緩やかな高台が続いており、福井平野と武生盆地の境界となっている。文殊山の北側では、東から流れてくる江端川と西側を南北に流れる浅水川が合流し、さらに北方で本流の日野川に合流する。
糞置遺跡の東半分から二上町、帆谷町、太田町までの一帯は、東大寺荘園糞置荘跡（県遺跡番号:01182、遺跡種別:荘園跡）とされている。
正倉院には天平宝字3年（759年）と、天平神護2年（766年）の「越前国足羽郡糞置村開田地図」が残っている。絵図には、周囲を囲む山の形状が詳しく描かれ、当時からほぼ変わらない景観が残る。

### 歴史的環境
糞置遺跡の位置する福井平野南部には多くの遺跡が存在し、北陸自動車道建設事業の際などに、多くの発掘調査が行われている。
旧石器時代の遺跡は周辺では確認されていない。
縄文時代の遺跡としては、三十八社遺跡、杉谷遺跡、四方谷岩状遺跡がある。
弥生時代の遺跡としては、糞置遺跡が代表的なものであり、上莇生田遺跡等では、中期以降からの遺物が出土している。今市岩畑遺跡、太田山古墳群は、遺構や出土品から拠点的集落として評価されている。太田山古墳群からは、供献土器や細形管玉が出土し、社会的な階層の高い人物の墓とみられ、周辺の糞置遺跡や上莇生田遺跡に、階層の高い人物が住んでいたと想定される。上莇生田遺跡、大土呂遺跡、南江守大槙遺跡の発掘調査からは、集落が存在したと考えられる。
古墳時代の遺跡としては、周辺では文殊山に古墳群があり、糞置遺跡の周辺では、鉢ヶ崎古墳群、二上・半田古墳群、二上古墳群、太田山古墳群、安保山古墳群、鼓山古墳群などがある。また今市岩畑遺跡からも、削平された古墳が検出されている。
古代では、福井平野南部に糞置荘のほか東大寺領の古代荘園があった。糞置荘の周辺には栗川荘があり、足羽山山麓には道守荘があった。栗川荘には今市岩畑遺跡、上莇生田遺跡、大土呂遺跡が含まれていると考えられる。
中世以降については、文殊山には、文殊山城、牛若城、南山城、四方谷城、春日山城、丹生岳城などの山城が築かれている。
以下に、糞置遺跡の近辺で行われた主な発掘調査を紹介する。

#### 鼓山古墳群
1963年（昭和38年）に福井市教育委員会が調査を行った。2基の古墳が調査され、このうち1号墳は4世紀末から5世紀初頭にかけて築造された陪塚を伴う前方後円墳である。前方後円墳の埋葬施設は全体に朱が敷かれており、槍の先端や剣、槍鉋、靫などが副葬品として見つかった。陪塚には仿製鏡や剣が副葬されていた。

#### 三十八社遺跡
1969年（昭和44年）に帝塚山大学考古学研究室が学術調査した。縄文時代前期から晩期の土器・石器等が出土した。

#### 太田山古墳群
1965年（昭和40年）、1975年（昭和50年）の調査で計68基と判明した。1974年（昭和49年）に、弥生時代中期から古墳時代の古墳が調査され、細身管玉501個が出土した。

## 発掘調査

### 大阪市立大学等による発掘調査（1952年 - 1956年）

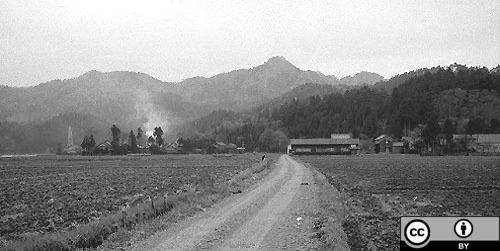
北陸自動車道建設以前の文殊山（1971年）

1952年（昭和27年）11月15日から1週間、角田文衞（大阪市立大学教授）らの指導のもと10数名によって調査が行われた。その後1954年（昭和29年）3月27日から4月4日、1956年（昭和31年）4月4日から18日にかけて角田文衞の指導のもと、古代学協会を調査主体、藤原光輝を主担当者として調査が実施され、古代荘園を対象にした最初の考古学的調査といわれる。
荘園の開拓状況の実態解明を目的とした1952年（昭和27年）の開田地区の調査を引き継ぎ、その後の調査が行われたが、発掘調査報告書は正確な調査記録や出土遺物がすでに残されていない後年の2015年（平成27年）にまとめられたものである。糞置庄比定地内（北東・南東不条地区）の調査であったが、荘園に関わる遺構や遺物は見られなかったのに対し、大量の弥生時代後期から終末期にかけての土器と木製品が出土した。その堆積状況から、のちの調査と同様に溝や流路と見られる。

### 北陸自動車道建設に伴う発掘調査（1973年・1974年）
北陸自動車道の建設計画に伴い、1973年（昭和48年）と1974年（昭和49年）に平安京調査会が福井市半田町字下九日田周辺の6000平方メートルを調査した。当初、糞置荘の確認を目的に調査を開始したが、弥生時代、古墳時代の遺構、遺物が多く発見され、大規模な集落が存在し、弥生時代を通して集落が維持されていたことが判明した。出土品には人面付土器や伊勢湾沿岸からのものと考えられる条痕文の壺など多量の土器が出土した。当時の新聞に、大規模な遺跡発見として記事が掲載された。
同じ頃、北陸自動車道建設のための土砂採集により太田山古墳群の調査も実施された。北陸自動車道建設は、「福井の文化財を考える会」（活動期間1975 - 88年）の糞置荘の保存運動となり、文化財保護を社会問題として提起した。

### 農道敷設に伴う発掘調査（1999年）
1999年（平成11年）10月4日から同年11月19日に、新規の農道敷設が遺跡に影響を及ぼす恐れがあることから、糞置遺跡の北西側と農道部分周辺の400平方メートルに対して発掘調査が実施された。調査区を東西に横切る3本の自然河川が発見され、弥生時代中期の土器片と須恵器片が採集されている。

### 県営圃場整備事業に伴う発掘調査（2002年 - 2004年）
2002年（平成14年）4月2日から2004年（平成16年）3月31日まで福井市半田町・二上町にて実施された糞置遺跡に関する調査。調査面積は7010平方メートル。県営圃場整備事業担い手育成型（区画整理）半田地区に伴う発掘調査である。事業予定地域の水田は、奈良時代、東大寺領糞置荘が置かれた荘園遺跡の地域であり、1973年（昭和48年）・1974年（昭和49年）度に実施した北陸自動車道建設に伴う発掘調査によって、縄文時代から中世にわたる糞置遺跡が糞置荘の荘域と重なって存在することが判明していた。2002年（平成14年）度は、1区140平方メートル、2区480平方メートル、3区240平方メートル、4区480平方メートル、5区400平方メートルの計3000平方メートルが調査され、2003年（平成15年）度は、6区380平方メートル、7区約210平方メートルの計4010平方メートルが調査対象地となり、2年度にわたる調査面積は合計7010平方メートルである。弥生時代後期から古墳時代前期の形状や用途が推定できる50点の木器が出土したことが特徴的である。

### 県道清水美山線道路改良工事に伴う発掘調査（2009年）
福井市半田町を東西に走る主要地方道清水美山線の改良工事にともなう2009年（平成21年）10月6日から12月25日の発掘調査（新設する県道が市道と交差する東側2,300平方メートル）。調査区域は、糞置遺跡の北端部分にあたる。
今回の発掘調査では、遺構・遺物は限定的だったものの主に弥生時代中期中葉の集落の広がりを確認。遺構では土坑墓、溝などが確認され、遺物では弥生時代中期の土器・石器が出土した。

### 北陸新幹線建設に伴う発掘調査（2016年 - 2018年）

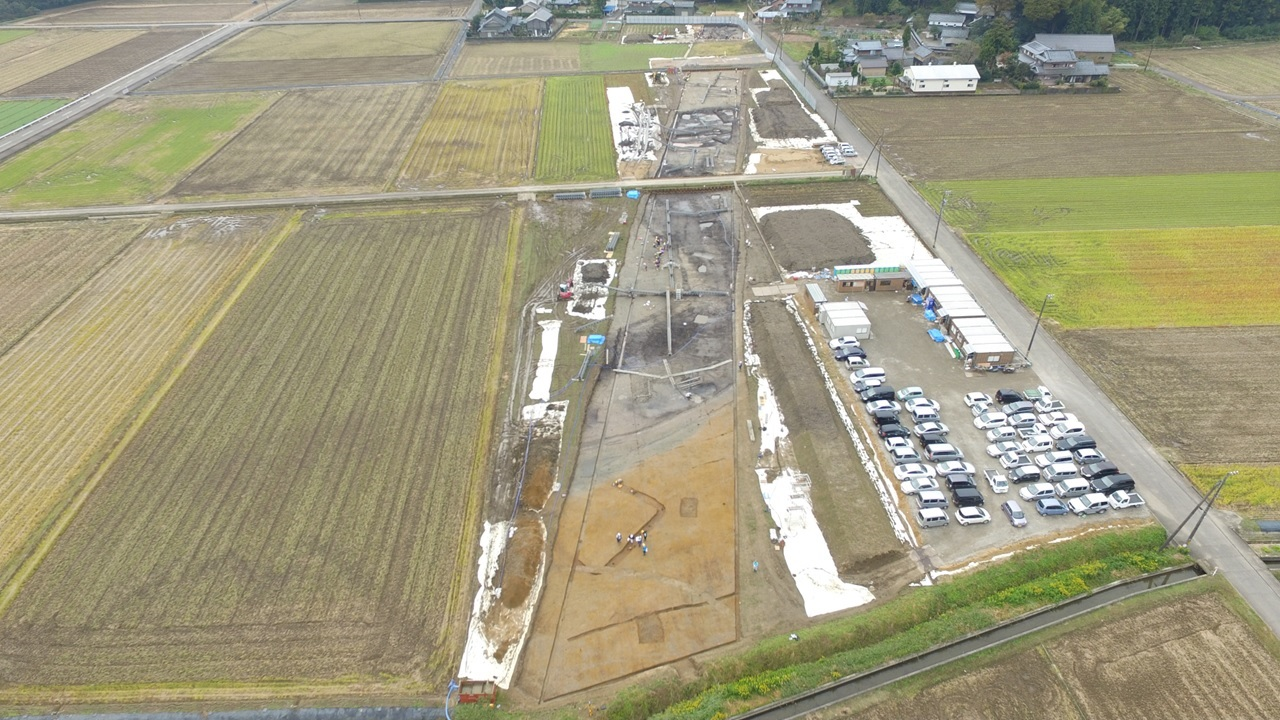
糞置遺跡平成28年（2016年）度発掘調査区全景

北陸新幹線建設のために行われた調査。調査期間は2016年（平成28年）10月3日 - 12月28日、2017年（平成29年）6月30日 - 2018年3月30日。調査範囲は北緯36°0′20″、東経136°13′25″の文殊山北側にある北陸新幹線の線路となった7,244平方メートル。天平宝字3年（759年）に描かれた『越前国足羽郡糞置村開田図』の北西部にあたる。また、当該地点は糞置遺跡（遺跡番号:01181）と東大寺荘園糞置荘跡（遺跡番号:01182）の両遺跡が、埋蔵文化財包蔵地地図上で重複する範囲に該当する。
弥生・古墳時代の建物・方形周溝墓・護岸遺構、奈良・平安時代の溝。各時代の自然流路。そこから良好な状態の木製品が出土した。墨書土器は東大寺領糞置荘に関連する。

## 遺跡の概要

### 北陸自動車道建設に伴う発掘調査（1973年・1974年）
1973年（昭和48年）度・1974年（昭和49年）度に行われた発掘調査において、糞置遺跡からは土器、土製品、木器、石器などの遺物が出土している。特に弥生時代の遺物は多量に出土しているが、福井平野において弥生時代後期よりも古い時代の遺物は、福井市の荒木遺跡や坂井市坂井町の河和田遺跡などから微量を採集されていたのみだった。

#### 縄文時代の遺構・遺物
縄文時代晩期終末の土器としては、壺、甕、鉢が出土している。これらの土器は、石川県において縄文時代晩期に位置づけられる下野式に近いが、近畿地方における突帯文を指標とする土器群の分布圏の縁辺的特徴も併せ持つ。

#### 弥生時代の遺構・遺物
弥生時代では前期から後期まで各時期の土器が出土している。前期の土器は少数だが壺、甕、鉢が出土しており、前期新段階の特徴を示しているが、新段階より古い時代の土器は見つかっておらず、越前地方には弥生時代前期新段階に弥生文化が波及したとされる。中期の古い段階では条痕調整の一群と刷毛調整の一群が相半ばしており、この時期においても縄文的特徴がみられる。後期の土器には形態や調整面で山陰地方の影響がみられ、北陸地方独自の土器様式を完成させているとされる。

#### 古墳時代以降の遺構・遺物
古墳時代前期では甕や壺などが出土しているが、近畿地方や東海地方の特徴を示す出土物もあり、S字形文様などの押印加飾には山陰地方とのつながりがみられる。古墳時代後期や奈良時代では須恵器が出土しているが、土師器は発見されていない。平安時代中期では土師器、須恵器、黒色土器、緑釉陶器、灰釉陶器などがみられる。

### 県営圃場整備事業に伴う発掘調査（2002年 - 2004年）

#### 縄文時代の遺構・遺物
遺物は多くが川（埋没した旧河道）から発見されており、旧河道の覆土下層で、縄文時代から弥生時代中期にかけての遺物が検出されている。

#### 弥生時代の遺構・遺物
弥生時代中期の墓域から、土壙墓、木棺墓が検出された。また、弥生時代から古墳時代前期の遺物とみられる、100点を超える木器が出土している。木器のほとんどが川から出土したことから、川の中で木材を漬けることで、樹脂や虫等を除去し、需要に応じて生産を行っていたと考えられている。木製品としては、木庖丁・鍬・鋤などが検出されている。

#### 古墳時代の遺構・遺物
玉作り関連遺物は、弥生中期の北陸地方の典型的な玉生産を示しており、建物等の遺構に伴うものはなかったため、管玉は古墳時代前期の墓に伴うものだったと考えられている。

#### 7-9世紀の遺構・遺物
古代荘園としての糞置を示す明確な遺構・遺物は検出されなかったが、須恵器や墨書土器などが発見されたことから、公的施設の存在が推測される。
出土した須恵器のうち、蓋・坏・高坏・壺・甕・横瓶等は副葬品であったと推測されることから、これらは後期古墳の存在を示していると考えられている。

### 北陸新幹線建設に伴う発掘調査（2016年 - 2018年）
北陸新幹線建設事業に伴って、福井市二上町において、2016年（平成28年）・2017年（平成29年）度に糞置遺跡の発掘調査が行われ、各時代の遺構・遺物が確認された。

#### 縄文時代の遺物
土器や土偶、石冠・石棒、木製弓などが出土しており、土器の時期からいずれも縄文時代晩期後・末葉に位置付けられる。

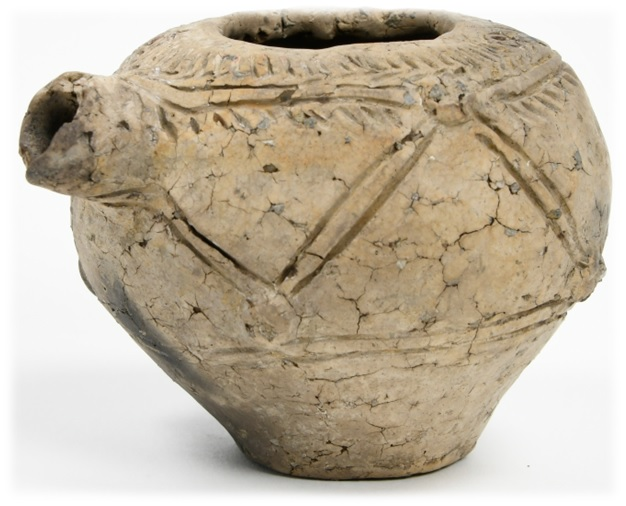
縄文晩期の注口土器

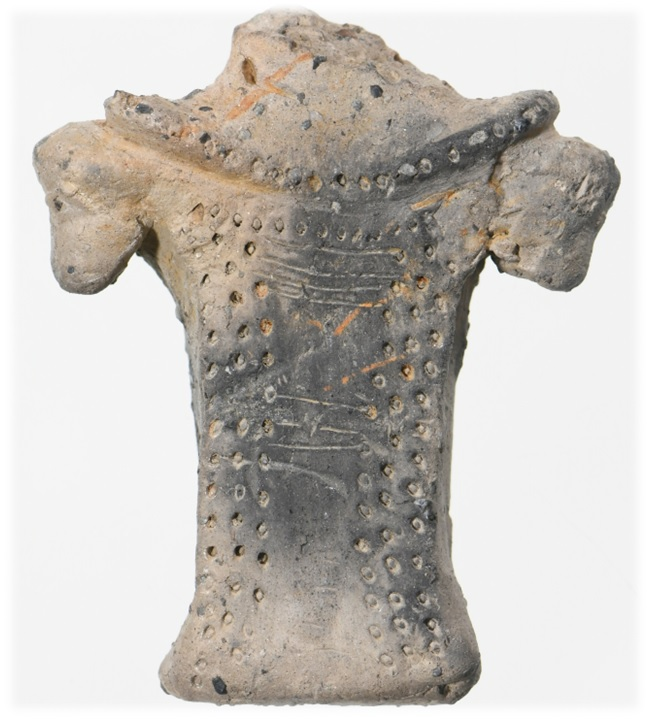
縄文晩期土偶裏面

本調査出土の縄文土器は、本遺跡の北陸自動車道調査区の土器を標式資料とした「糞置式土器」におおむね該当する。また、縄文時代晩期中葉に関連する土器も出土しており、当該調査区における縄文土器は、縄文時代後葉から末葉の土器がほぼ間断なくまとまって出土している可能性が高く、越前地方における縄文時代終末の様相を土器の面から理解する上で重要な資料である。

#### 弥生時代の遺構・遺物
本調査区では、弥生時代の遺構として、主に平地建物1棟、掘立柱建物9棟、方形周溝墓1基、貯蔵穴4基、自然流路数条が確認された。また、出土土器は、弥生時代後期・終末期・古墳時代初頭の時期が多く、特に弥生時代後期後半の土器が多く確認された。
建物や方形周溝墓などの遺構は自然流路周辺において検出しており、弥生時代後期の集落が低地部に広がり、集落に接して自然流路が流れているという景観を推測される。

#### 古墳時代の遺構・遺物
古墳時代前期の遺構については、一部に限られており、集落はこの時期までに収束したとみられる。

#### 奈良・平安時代の遺構・遺物

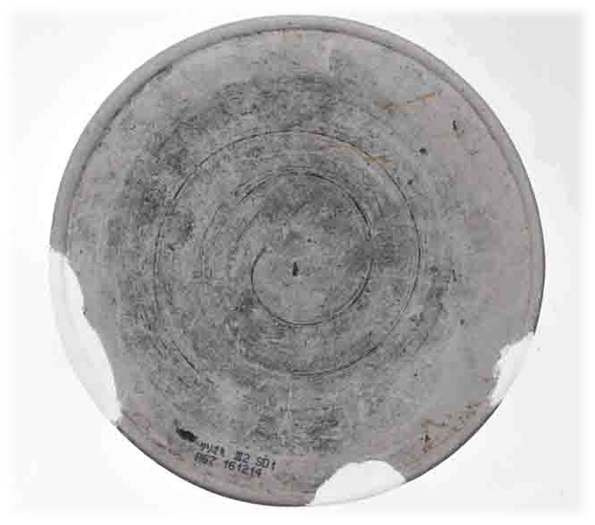
坏蓋（つきふた）の転用硯

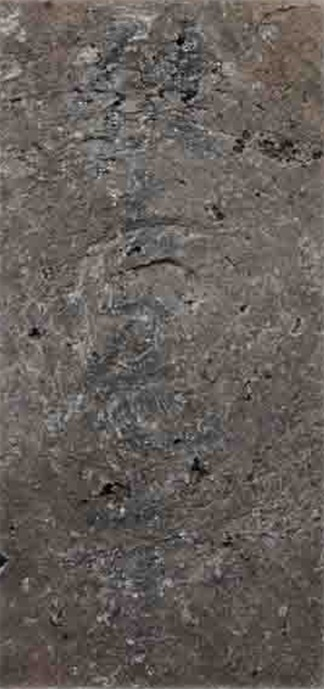
土器に記された「佐々尾寺」の文字

奈良・平安時代の遺構としては、竪穴建物や溝、自然流路が確認された。また、これらの遺構からは主に8世紀・9世紀の土器が出土しており、それらに伴う木製品なども同じ時期の所産である。出土した遺物には、多くの墨書土器が含まれており、識字層の存在を想定される。一方で、寺院に関連する遺物はほとんど出土していないため、墨書土器は従来から知られる東大寺領荘園の糞置荘の管理・経営に関連する遺物の可能性がある。ただし、発見された「佐々尾寺」銘の墨書土器は寺院の存在を示す数少ない遺物である。

## 遺跡の変遷

### 縄文時代

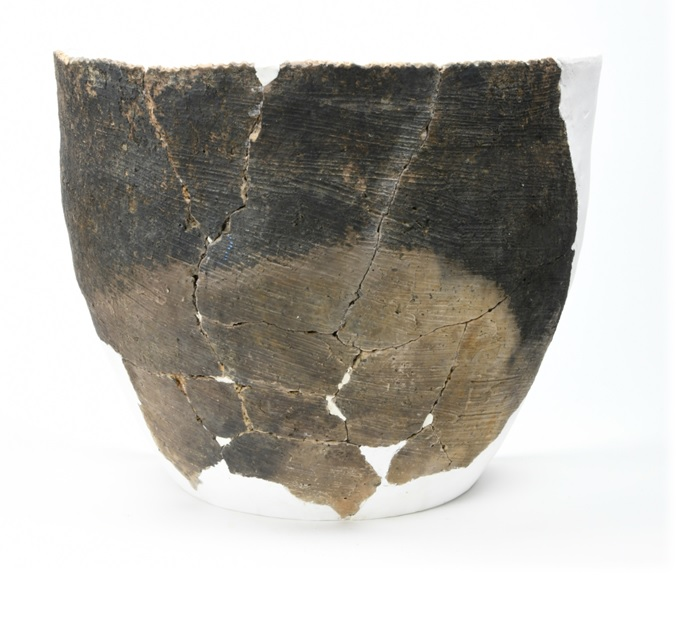
糞置遺跡から出土した縄文晩期の深鉢

縄文時代の遺物には、土器や土偶、石冠・石棒、木製弓などが出土している。土器の時期からいずれも縄文時代晩後期・末葉に位置付けられる。縄文時代につくられたと見受けられる土器に関しての分析が行われている。
糞置遺跡で出土した縄文土器のうちほとんどが自然流路から出土し、一層位や土器集中としてのまとまりを確認することができなかった。ただ横位の羽状条痕のある深鉢形土器や多状沈線文のある鉢形・壺形土器は、他の縄文土器と比べて若干新しい特徴を備えていると考えられ、地点によって時期差を抽出できる可能性がある。糞置遺跡で出土した縄文土器は、本遺跡の北陸自動車道調査区の土器を標式資料とした「糞置式土器」におおむね該当する。糞置式土器の位置付けについては検討の余地を残しているが、豆谷和之による型式設定以降、越前地方において当該期の資料が数多く報告されてきた現在においても、その型式内容から大きく逸脱するような土器資料が報告されていないことも事実であり、越前地方の当該期の土器を評価するにあたって参照すべき土器型式と考える。このことを踏まえ、本調査区の縄文土器と糞置式土器との比較を行う。
糞置式土器は深鉢型土器、壺形土器、無文浅鉢形土器、有文浅鉢形土器に分類されることができ、本調査区出土土器はおおむねこれらの分類に相当する。しかし、これらの分類に該当しない土器も確認することができる。例えば、深鉢形土器や壺形土器の体部に横位方向への条痕調整を行うものが一定量みられる。越前地方における縄文時代晩期後葉の土器は縦・斜位条痕が主体であると考慮すると、これらの土器はやや異質であると見受けることができる。深鉢形土器であるため、その時期的位置づけには困難が伴うが、豆谷が設定した糞置式土器よりも新しい時期に位置付けられる可能性がある。また、鉢形土器は眼鏡状隆状帯文を巡らす土器郡であるが、器高が高い鉢形土器も見られ、同じく糞置式土器よりも新しい一群と言える。
また、糞置式土器よりも古い一群と推定できる土器も確認することができる。例えば深鉢形土器の口縁部は、縄文時代晩期中葉の深鉢形土器に特徴的な「く」の字形口縁に類似する。

### 弥生時代・古墳時代

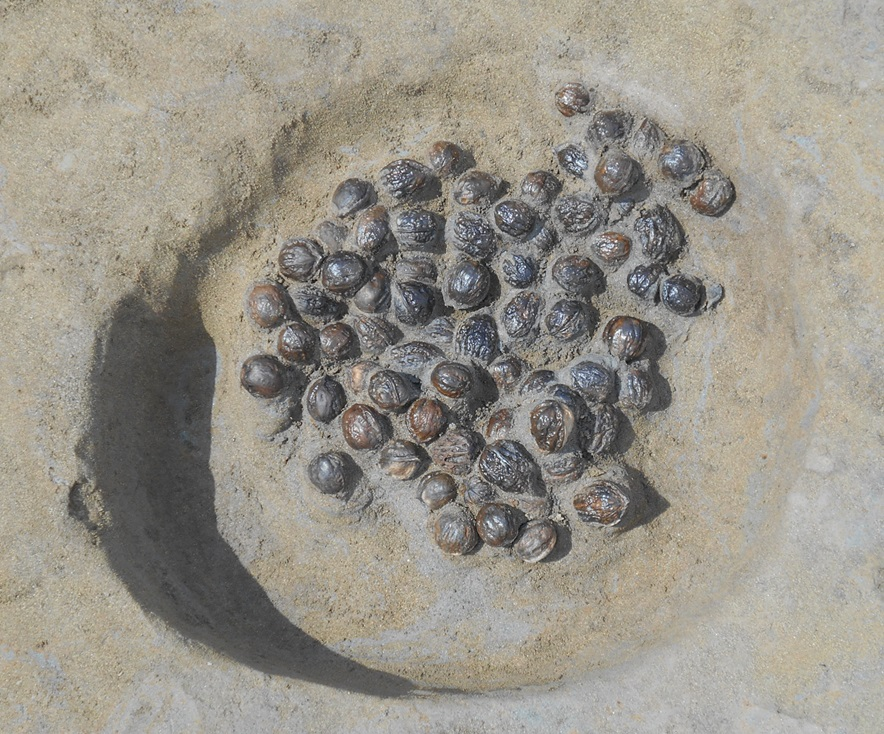
糞置遺跡における弥生時代のクルミ貯蔵穴検出状況

弥生時代の遺構として、主に平地建物1棟、掘立柱建物9棟、方形周溝墓1基、貯蔵穴4基、護岸遺構1基、自然流路数条が確認されている。水や木材など、文殊山の恵みをいかした生活が営まれていたことが分かる。
自然流路は、南から北方向に流路形成しており、大別して3 - 4回の埋没段階があった。弥生時代中期・弥生時代後期・古墳時代前期におおむね対応している。また、自然流路出土土器は弥生時代後期・終末期・古墳時代初頭の時期が多く、特に弥生時代後期後半の土器を多く確認できる。これらのことから、この自然流路の開始時期は弥生時代中期後葉の可能性が高いが、縄文時代晩期末葉から弥生時代中期全葉の土器も出土している。
建物や方形周溝墓などの遺構は自然流路周辺で確認されており、遺構と自然流路の距離が近いこと、遺構出土土器と自然流路出土土器の時期がおおむね一致する。そのため、弥生時代の集落が自然流路に接していたことが推定される。
弥生時代の遺構群は少なくとも3時期に分けられる。1つ目の時期が弥生時代中期後葉である。この時期の遺構は方形周溝墓や土坑、貯蔵穴がある。当時の居住域が現集落付近に存在していたことが推測されており、縄文時代晩期の居住域も同じ場所に形成されていた可能性もある。2つ目の時期が弥生時代後期から古墳時代初頭である。平地建物や竪穴建物、溝、土坑などがある。掘立柱建物はいずれも建物プランや柱穴の規模が小さい。また、弥生時代後期の土器や木製品が多量に出土している。そのため、弥生時代後期が中心であったと推定される。他にも建物に関して、弥生時代後期の集落が低地部に広がり、集落に接して自然流路が流れていたと推測される。3つ目の時期が古墳時代前期である。この時期には集落が終息していたとみられる。

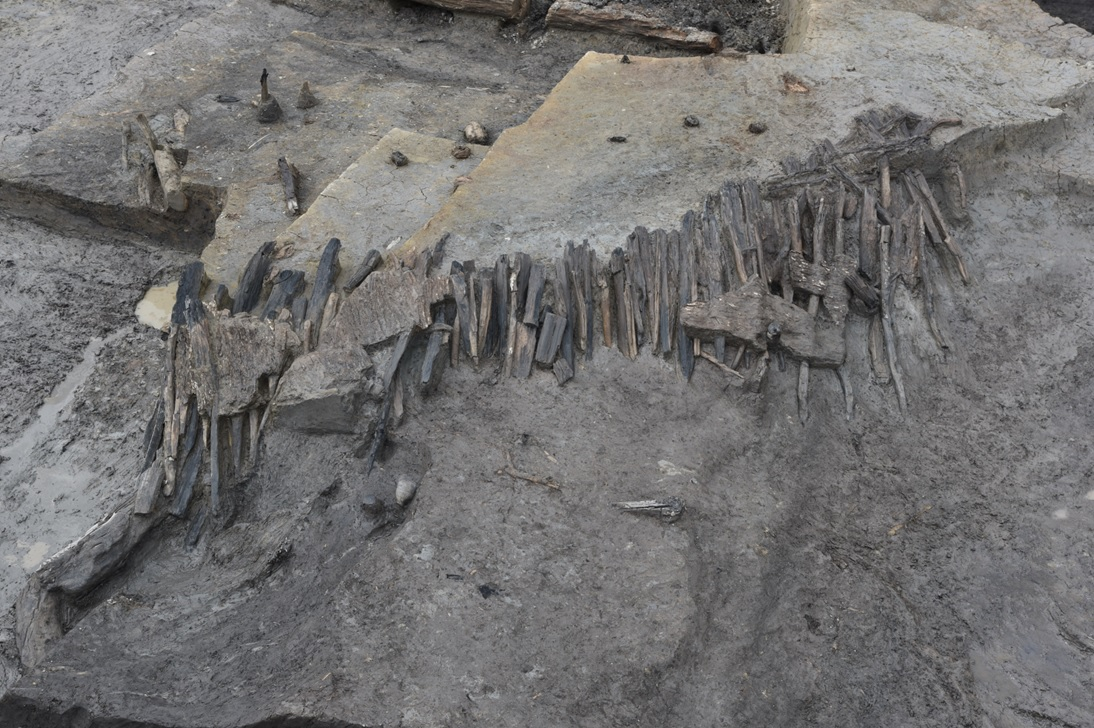
弥生時代から古墳時代の護岸遺構

護岸遺構は自然流路の肩部に木杭や自然木などを多量に敷き並べており、流路の岸が崩れないように保護していた。また大規模の護岸遺構からは、計画性や大規模な土木工事の存在が予想される。護岸遺構と周辺遺構の関係性は不明瞭だが、護岸遺構は弥生時代中期の遺構と考えられる。

### 古代
奈良時代、福井平野の南部には初期の荘園が数多く築かれ、糞置遺跡の周辺では、東に糞置荘、北に粟川荘といずれも東大寺領の荘園が近接して作られた。足羽山の西方にも東大寺領の道守荘が築かれ、糞置荘と道守荘は正倉院に開田地図が残されている。糞置荘の開田図は759年12月と766年10月と年代の異なる2枚が残されており、奈良時代の村落開発の進捗状況を比較し知ることができる貴重な史料とされている。この頃、一帯を北陸道が通り、古代北陸道とみられる道路の遺構も確認された。一帯は、奈良時代の越前国を研究するにあたり重要な地域と考えられている。大量の墨書土器が出土し荘園に労働力を供給した集落跡とみられる上莇生田遺跡や、7世紀後半から8世紀後半にかけての地域の有力者が農業生産を始めるために築いた拠点とみられる大規模な集落跡が確認できる今市遺跡などがあり、これらは粟川荘の荘園経営に関わる遺跡とみられている。また、大土呂遺跡からは奈良時代の須恵器や土師器が出土している。
平安時代の遺跡や遺物はあまり多くはなく、今市遺跡では奈良時代の集落が8世紀末に断絶したのち、9世紀後半から10世紀初めにそれよりは小規模な集落が存在した。大土呂遺跡では、9 - 10世紀頃の遺物も少量発見されている。

### 中世以降
中世には糞置遺跡の東、約6キロメートルに朝倉氏の本拠地である一乗谷があり、北陸道が通り、福井平野と鯖武盆地の境目の地峡部にあった糞置遺跡一帯は防衛の要衝として周辺の山頂や尾根に多くの山城が築城された。
近世に入ると、遺跡の北方約6キロメートルに福井城下町が形成され、糞置遺跡の周辺からも伊万里焼などの近世初期の陶磁器や井戸や掘立柱建物の遺構が多く出土した遺跡などがある。
糞置遺跡の一帯そのものの場所には、近世以降は畑地が広がっていったものと考えられている。